# Sincerely Dears...
Sincerely Dears... – druga kompilacja japońskiej piosenkarki Yukari Tamury, wydana 28 marca 2007. Utwór YOURS EVER został wykorzystany w zakończeniach programu radiowego Tamura Yukari no Itazura Kuro Usagi (jap. 田村ゆかりのいたずら黒うさぎ). Album zawierał płytę DVD ze skróconą wersją jej trasy koncertowej z 2006 roku *fancy baby doll* nakręconej w Tokio i Fukuoce oraz specjalną fotoksiążkę. Album osiągnął 11 pozycję w rankingu Oricon, sprzedał się w nakładzie 24 617 egzemplarzy.

## Lista utworów
| Nr  | Tytuł                                                     | Słowa         | Kompozycja       | Aranżacja                     | Czas |
| --- | --------------------------------------------------------- | ------------- | ---------------- | ----------------------------- | ---- |
| 1.  | "summer melody"                                           | Karin         | Acryl Vox        | Acryl Vox                     |      |
| 2.  | "Love♡parade"                                             | Karen Shīna   | Mioko Yamaguchi  | Masami Kishimura              |      |
| 3.  | "Baby's Breath"                                           | Yukiko Mitsui | cota             | Masaki Iwamoto                |      |
| 4.  | "Lovely Magic"                                            | Mika Watanabe | Mika Watanabe    | Mika Watanabe, Kanichirō Kubo |      |
| 5.  | "Nemurenu yoru ni tsukamaete" (jap. 眠れぬ夜につかまえて) | Manami Fujino | Tsugumi Kataoka  | Tsugumi Kataoka               |      |
| 6.  | "Yumemizuki no Alice" (jap. 夢見月のアリス)               | Uran          | Kaoru Okubo      | Kaoru Okubo                   |      |
| 7.  | "Little Wish ~lyrical step~"                              | Karen Shīna   | Masatomo Ōta     | Masatomo Ōta                  |      |
| 8.  | "Koi seyo onnanoko" (jap. 恋せよ女の子)                   | Miku Hazuki   | Kazuya Komatsu   | Kazuya Komatsu                |      |
| 9.  | "Spiritual Garden"                                        | Yukiko Mitsui | Masatomo Ōta     | Masatomo Ōta                  |      |
| 10. | "Dōwa meikyū" (jap. 童話迷宮)                             | Aki Hata      | Masatomo Ōta     | Masatomo Ōta                  |      |
| 11. | "Princess Rose"                                           | Yukiko Mitsui | Yukari Hashimoto | Yukari Hashimoto              |      |
| 12. | "YOURS EVER"                                              | marhy         | marhy            | marhy, tetsu-yeah             |      |